# Koningsroede
De Koningsroede is een oude Friese lengtemaat. De lengte werd in 1813 officieel vastgesteld op 3,91278 meter.
De standaard van deze maat is in 1564 door de stadhouder van de koning van Spanje op het stadhuis te Leeuwarden gesteld. Landmeters moesten zich tot de Franse tijd met uitsluiting van alle andere van deze lengtemaat bedienen.
De roede wordt verdeeld in 12 voeten, dat is 144 duimen. Een koningsvoet is derhalve 32,6065 cm lang, een duim 2,7172 cm.
De koningsroede vormt de grondslag van de pondemaat. Een pondemaat is 240 vierkante koningsroede. De pondemaat wordt verdeeld in 12 einsen, ieder van 20 vierkante roeden.